# Melanotis
A Melanotis a madarak (Aves) osztályának verébalakúak (Passeriformes) rendjébe és a gezerigófélék (Mimidae) családjába tartozó nem.

## Rendszerezésük
A nemet Charles Lucien Jules Laurent Bonaparte francia ornitológus írta le 1850-ben, az alábbi 2 faj tartozik ide:
- kék gezerigó (Melanotis caerulescens)
- Melanotis hypoleucus

## Előfordulásuk
Az Amerikai Egyesült Államok déli részén, valamint Mexikó és Közép-Amerika területén honosak. Természetes élőhelyeik a szubtrópusi vagy trópusi erdők és cserjések. Állandó, nem vonuló fajok.

## Megjelenésük
Testhosszuk 24–28 centiméter közötti.

## Életmódjuk
Mindenevők, rovarokkal és gyümölcsökkel táplálkoznak.